# Oryx beïsa
Oryx beisa
Espèce
Statut de conservation UICN

 EN  : En danger
Répartition géographique
L'oryx beïsa (Oryx beisa), ou oryx d'Afrique de l'Est est un animal que l'on retrouve principalement dans les steppes et semi-déserts de la Corne de l'Afrique, ainsi que partiellement en Tanzanie. Deux sous-espèces existent, l'oryx beïsa (Oryx beisa beisa) et l'oryx à oreilles frangées (Oryx beisa callotis). Dans le passé, un certain taxinomiste les a considéré comme une sous-espèce de l'Oryx gazella, mais les classifications modernes en font généralement une espèce à part entière. Ils sont génétiquement distincts : le nombre de chromosomes diploïdes est de 58 pour le beïsa et 56 pour l'oryx gazelle.

## Caractéristiques
Ce sont des herbivores, qui mesurent entre 110 cm et 125 cm au garrot, entre 160 cm et 190 cm de long (auxquels s'ajoutent 60 cm à 80 cm de queue), pour un poids variant de 100  à   200 kg (150 en moyenne) selon les individus.
Il est facilement reconnaissable à la couleur de sa robe : fauve sur le corps, ventre blanc, bande horizontale foncée à la limite des flancs et du ventre, haut des antérieurs cerclés d'une bande foncée qui remonte jusque dans la cou, bandes noires le long du museau et sur les yeux, bout du museau blanc. Il est également doté de 2 longues et fines cornes, légèrement courbées, qui atteignent facilement plus d'un mètre de longueur.
Animal parfaitement adapté à la vie dans les plaines arides, il est capable de faire varier la température de son corps, emmagasinant de la chaleur le jour et la libérant la nuit, afin d'éviter la transpiration (qui est alors nulle en dessous de 40 °C). Toujours dans le but d'économiser l'eau, ses urines sont peu abondantes et très concentrées.
Ils vivent en troupeaux de 5 à 40 individus, avec un meneur à la tête et un mâle alpha pour surveiller l'arrière du troupeau. Les vieux mâles sont solitaires, probablement pour éviter d'encombrer le reste du groupe.

## Alimentation
Les oryx beïsa se nourrissent principalement d'herbes, de feuilles, de fruits et de bourgeons.

## Localisation
On retrouve l'oryx beïsa principalement dans les savanes, les steppes et les semi-déserts de la Corne de l'Afrique (Érythrée, Djibouti, Éthiopie, Somalie), ainsi que partiellement au Kenya et en Tanzanie. Contrairement à l'oryx Gemsbok; cette oryx n'entre jamais dans le vrai désert.

## Reproduction
La durée de la gestation est de 280 jours, et la femelle ne donne naissance qu'à un seul petit.Les juvéniles atteignent la maturité sexuelle vers deux ans pour les femelles et vers cinq ans pour les mâles. Le sevrage intervient entre troisième et quatrième mois.

## Prédateurs
Les lions peuvent s'attaquer aux adultes, alors que les léopards, guépards, hyènes et les lycaons s'attaquent seulement aux nouveau-nés et aux jeunes. Néanmoins, l'oryx sait se servir de ses cornes et ainsi dissuader certains prédateurs de l'attaquer. Il peut également prendre la fuite très rapidement et atteindre des vitesses de 65 km/h sur de courtes distances pour échapper aux lions.

## Statut de conservation
Les deux sous-espèces sont vulnérables, la population de l'oryx beïsa est de 50 000 individus et 17 000 pour l'oryx à oreilles frangées.

## Photos

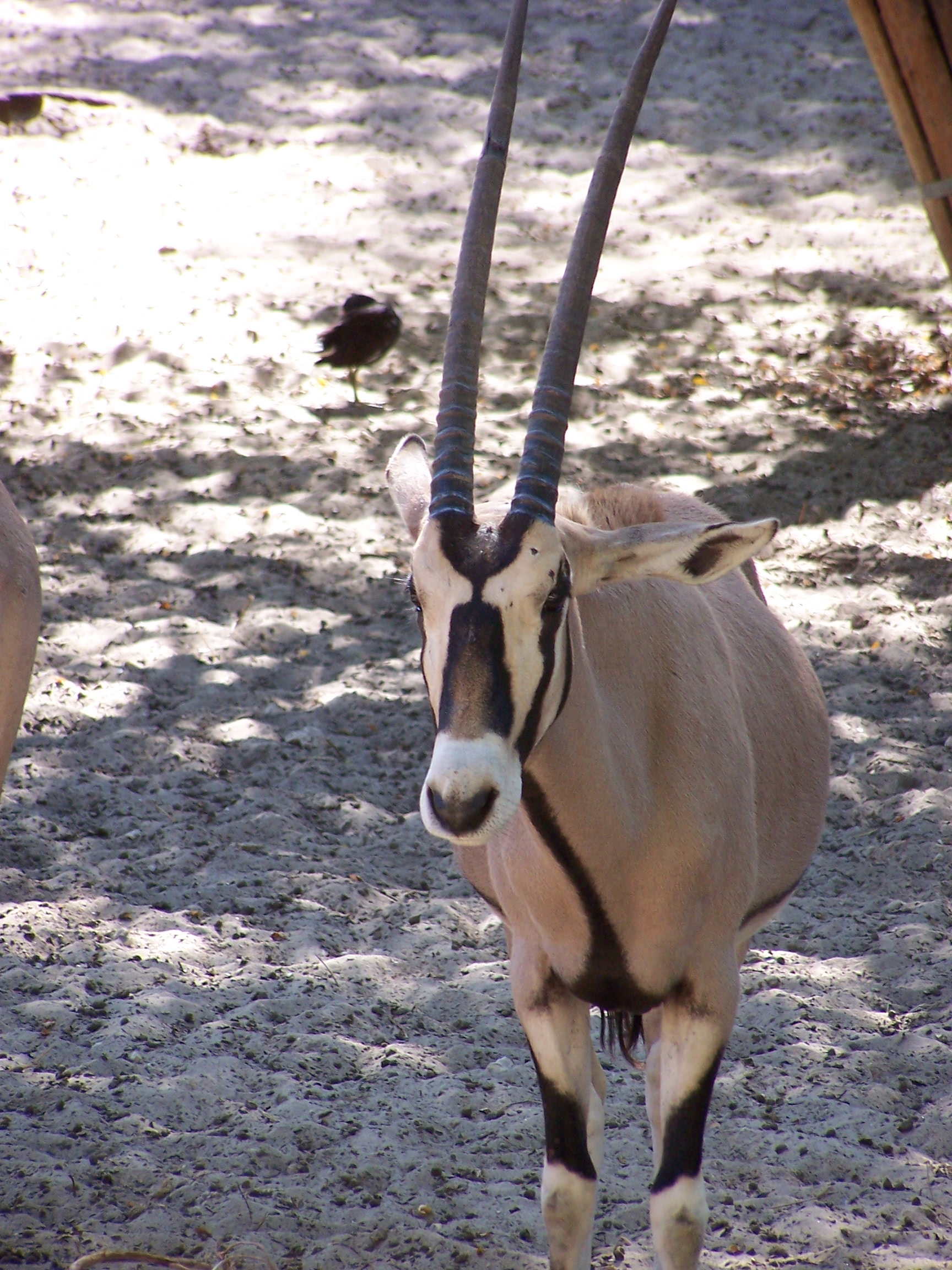
Zoo de la Palmyre
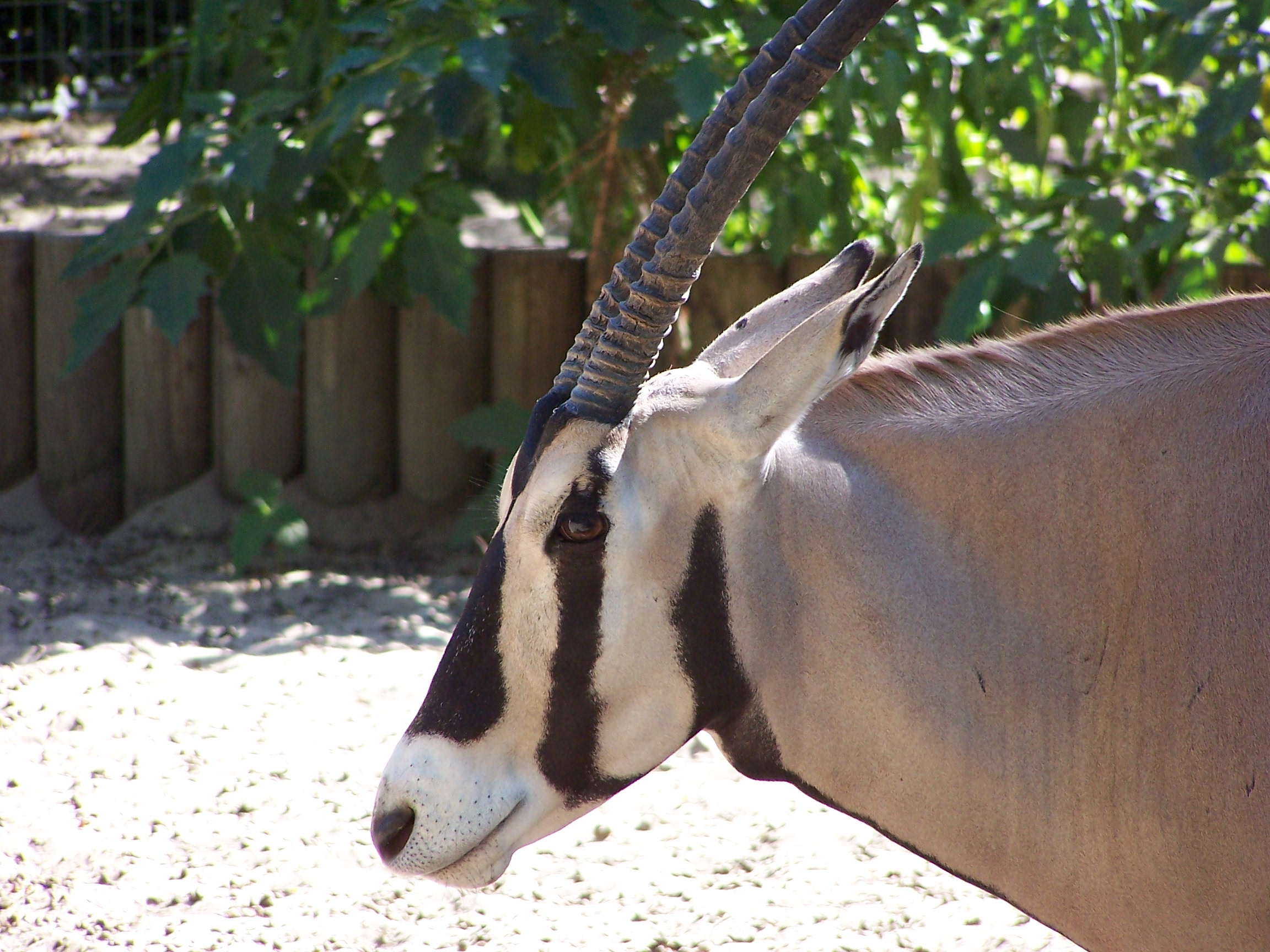
Détails de la tête d'un oryx beïsa
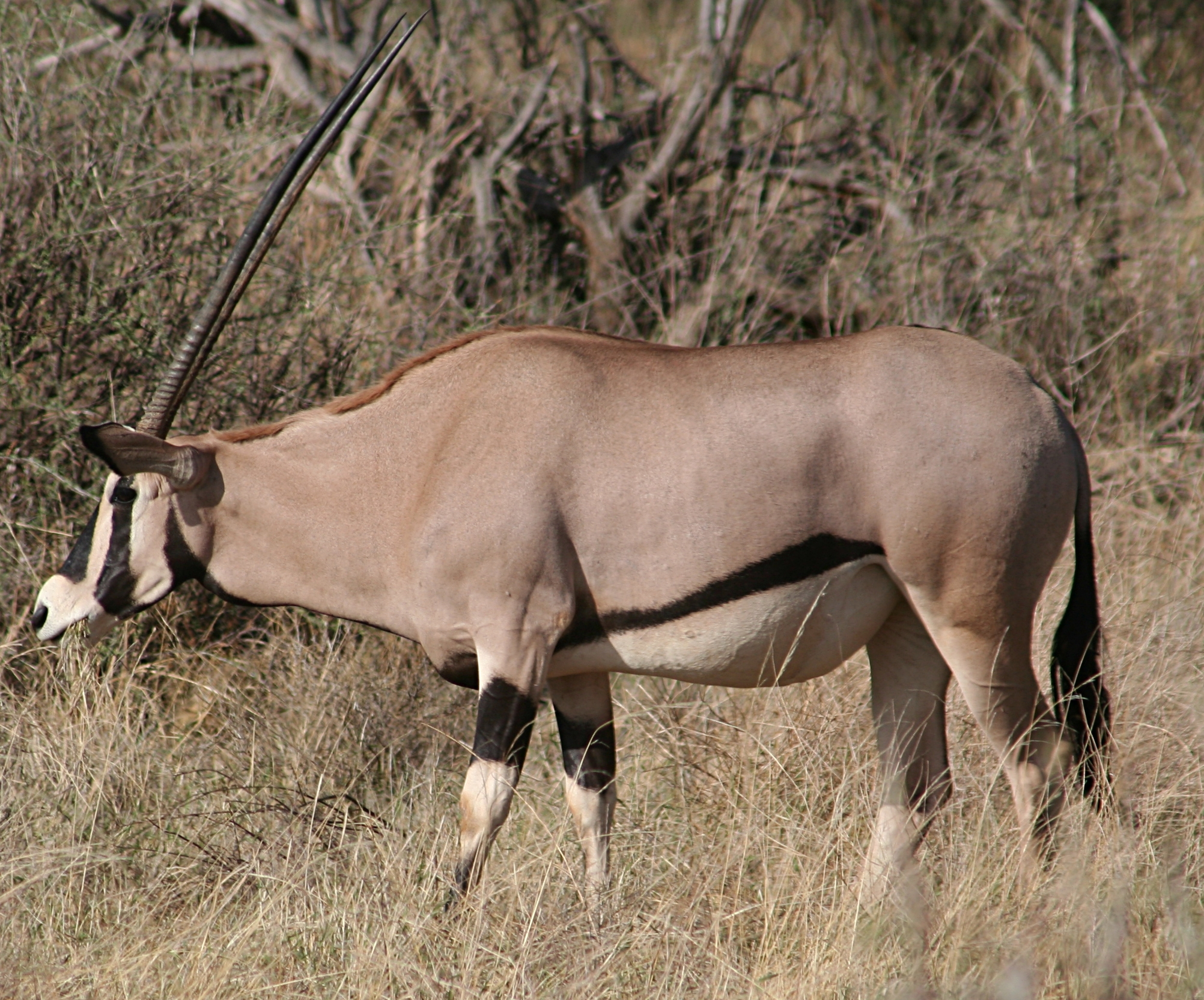
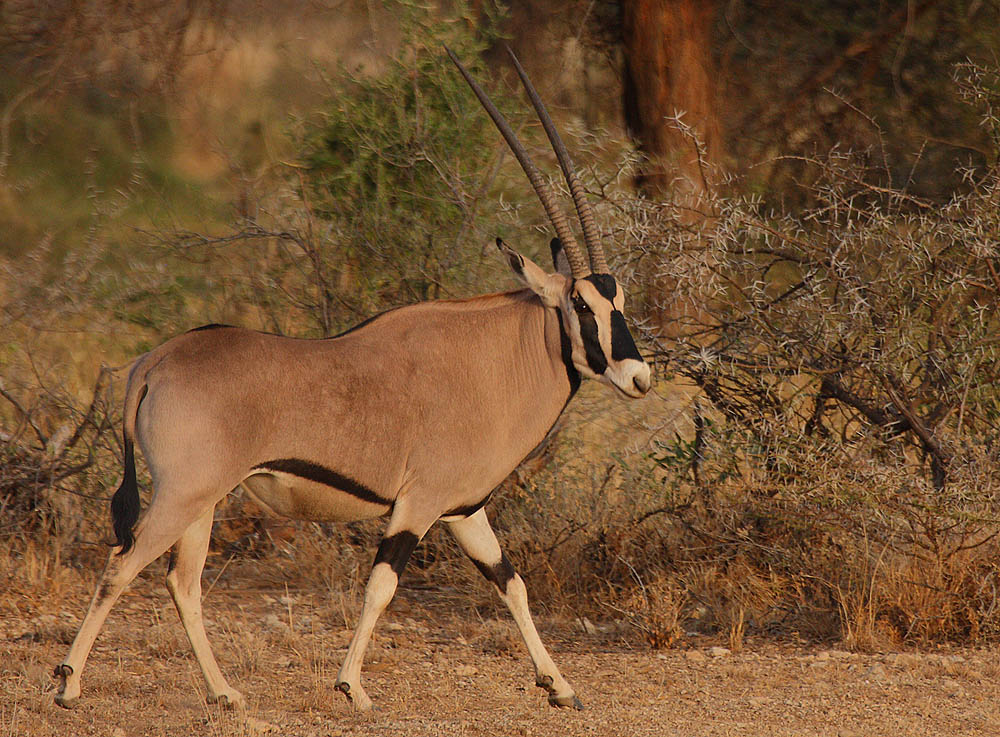